# Manuela Albisetti Pedroni
Manuela Albisetti Pedroni ist eine Schweizer Kinderärztin und Wissenschaftlerin. Sie ist Vorsitzende der Gesellschaft für Thrombose- und Hämostaseforschung.

## Leben
Manuela Albisetti wurde im Kreis Ticino geboren, wo sie auch aufwuchs. Sie absolvierte bis 1989 ein Studium der Medizin an der Universität Zürich und wurde dort im Jahr 1991 zum Thema «Symptomatik, Diagnostik und Therapie des Meckelschen Divertikels» promoviert. Anschliessend absolvierte sie ihre Facharztausbildung in Pädiatrie im Ospedale Civico in Lugano und in Innerer Medizin von 1991 bis 1992 im Ospedale Malcantonese in Croglio. Dann wechselte sie an das universitäre Kinderspital Zürich. Von 1999 bis 2001 forschte sie an der McMaster University in Toronto im Themengebiet Thrombophilie bei Kindern.
Im Jahr 2008 erhielt sie die Venia legendi der Medizinischen Fakultät der Universität Zürich für den Themenbereich Pädiatrie, insbesondere der Hämostaseologie. Im Jahr 2017 wurde sie zur Assistenzprofessorin ernannt.
Albisetti Pedroni war an der Erstellung mehrerer nationaler und internationaler Leitlinien beteiligt. Zudem engagiert sie sich in mehreren Initiativen, Arbeitsgruppen und Fachgesellschaften und ist unter anderem in der International Society on Thrombosis and Haemostasis (ISTH), der Schweizer Gesellschaft für Pädiatrie (SGP), der World Federation of Hemophilia (WFH) und der Gesellschaft für Thrombose- und Hämostaseforschung (GTH) aktiv. Im Jahr 2024 wurde sie Präsidentin dieser Fachgesellschaft.

## Veröffentlichungen
- Hämophilie – Prophylaxe und Therapie im Kindesalter. UNI-MED Verlag, 2014.